# Taça do Mundo de Atletismo de 1985
A quarta edição da Taça do Mundo de Atletismo decorreu no Bruce Stadium, em Canberra, Austrália, entre os dias 4 e 6 de outubro de 1985, sob os auspícios da IAAF. Em representação das oito selecções, estiveram presentes 320 atletas oriundos de 52 países.
Foram estabelecidos nesta edição dois recordes mundiais, ambos no sector feminino: Marita Koch correu os 400 metros em 47,60s e o quarteto da Alemanha Oriental correu os 4 x 100 metros em 41,37s.

## Edições
1977 | 1979 | |1981 | 1985 | 1989 | 1992 | 1994 | 1998 | 2002 | 2006 | 2010 |

## Provas
| Corridas: 100 m - 200 m - 400 m - 800 m - 1500 m - 5000 m - 10000 m Obstáculos: 100 m barreiras - 110 m barreiras - 400 m barreiras - 3000 metros obstáculos Saltos: Altura - Comprimento - Triplo - Vara Lançamentos: Peso - Disco - Dardo - Martelo Estafetas: 4 x 100 m - 4 x 400 m |

## Equipas participantes
- AFR - África
- AME - Américas (excluindo Estados Unidos)
- ASI - Ásia
- EUR - Europa (excluindo RDA e URSS)
- OCE - Oceânia
- RDA - Alemanha Oriental
- URS - União Soviética
- USA - Estados Unidos

## Resultados

### Classificações gerais
| Lugar | País              | Pontos |
| ----- | ----------------- | ------ |
| 1     | Estados Unidos    | 123    |
| 2     | União Soviética   | 115    |
| 3     | Alemanha Oriental | 114    |
| 4     | Europa            | 97,5   |
| 5     | África            | 81     |
| 6     | Américas          | 80     |
| 7     | Oceânia           | 65     |
| 8     | Ásia              | 59     |

| Lugar | País              | Pontos |
| ----- | ----------------- | ------ |
| 1     | Alemanha Oriental | 121    |
| 2     | União Soviética   | 105,5  |
| 3     | Europa            | 86     |
| 4     | Américas          | 62,5   |
| 5     | Estados Unidos    | 61     |
| 6     | Oceânia           | 52     |
| 7     | Ásia              | 42     |
| 8     | África            | 41     |

### Resultados por prova

#### 100 metros
| Pos. | Atleta            | País              | Equipa | Marca    |
| ---- | ----------------- | ----------------- | ------ | -------- |
| 1    | Ben Johnson       | Canadá            | AME    | 10"00 CR |
| 2    | Chidi Imoh        | Nigéria           | AFR    | 10"11    |
| 3    | Frank Emmelmann   | Alemanha Oriental | RDA    | 10"17    |
| 4    | Kirk Baptiste     | Estados Unidos    | USA    | 10"17    |
| 5    | Gerrard Keating   | Austrália         | OCE    | 10"22    |
| 6    | Nikolay Yushmanov | União Soviética   | URS    | 10"26    |
| 7    | Marian Woronin    | Polónia           | EUR    | 10"45    |
| 8    | Zheng Cheng       | China             | ASI    | 10"48    |

Vento: -0.4m/s
| Pos. | Atleta           | País              | Equipa | Marca |
| ---- | ---------------- | ----------------- | ------ | ----- |
| 1    | Marlies Göhr     | Alemanha Oriental | RDA    | 11"10 |
| 2    | Grace Jackson    | Jamaica           | AME    | 11"30 |
| 2    | Marina Zhirova   | União Soviética   | URS    | 11"30 |
| 4    | Anelia Nuneva    | Bulgária          | EUR    | 11"50 |
| 5    | Rufina Ubah      | Nigéria           | AFR    | 11"55 |
| 6    | Jenny Flaherty   | Austrália         | OCE    | 11"79 |
| 7    | Kathrene Wallace | Estados Unidos    | USA    | 11"86 |
| 8    | Lee Young-Sook   | Coreia do Sul     | ASI    | 11"92 |

Vento: -0.6m/s

#### 200 metros
| Pos. | Atleta            | País              | Equipa | Marca |
| ---- | ----------------- | ----------------- | ------ | ----- |
| 1    | Robson da Silva   | Brasil            | AME    | 20"44 |
| 2    | Frank Emmelmann   | Alemanha Oriental | RDA    | 20"51 |
| 3    | Darren Clark      | Austrália         | OCE    | 20"78 |
| 4    | Chang Jae-keun    | Coreia do Sul     | ASI    | 20"90 |
| 5    | Carlo Simionato   | Itália            | EUR    | 21"09 |
| 6    | Vladimir Muravyov | União Soviética   | URS    | 21"13 |
| 7    | Simeon Kipkemboi  | Quênia            | AFR    | 21"50 |
|      | Kirk Baptiste     | Estados Unidos    | USA    | DQ    |

Vento: +0.5m/s 

O vencedor da prova foi Kirk Baptiste, com 20,38s, mas acabou sendo
 desclassificado por ter violado o corredor de outro atleta.
| Pos. | Atleta         | País              | Equipa | Marca |
| ---- | -------------- | ----------------- | ------ | ----- |
| 1    | Marita Koch    | Alemanha Oriental | RDA    | 21"90 |
| 2    | Grace Jackson  | Jamaica           | AME    | 22"61 |
| 3    | Marina Zhirova | União Soviética   | URS    | 22"66 |
| 4    | Ewa Kasprzyk   | Polónia           | EUR    | 23"05 |
| 5    | Pam Marshall   | Estados Unidos    | USA    | 23"15 |
| 6    | Maree Chapman  | Austrália         | OCE    | 23"71 |
| 7    | Rufina Ubah    | Nigéria           | AFR    | 24"02 |
| 8    | Vandana Rao    | Índia             | ASI    | 24"38 |

Vento: -0.7m/s

#### 400 metros
| Pos. | Atleta            | País              | Equipa | Marca    |
| ---- | ----------------- | ----------------- | ------ | -------- |
| 1    | Michael Franks    | Estados Unidos    | USA    | 44"47 CR |
| 2    | Thomas Schönlebe  | Alemanha Oriental | RDA    | 44"72    |
| 3    | Innocent Egbunike | Nigéria           | AFR    | 44"99    |
| 4    | Darren Clark      | Austrália         | OCE    | 45"12    |
| 5    | Vladimir Krylov   | União Soviética   | URS    | 45"73    |
| 6    | Héctor Daley      | Panamá            | AME    | 46"04    |
| 7    | Aldo Canti        | França            | EUR    | 45"96    |
| 8    | Mohammed AI-Malky | Omã               | ASI    | 47"18    |

| Pos. | Atleta                | País              | Equipa | Marca    |
| ---- | --------------------- | ----------------- | ------ | -------- |
| 1    | Marita Koch           | Alemanha Oriental | RDA    | 47"60 WR |
| 2    | Olga Vladykina        | União Soviética   | URS    | 48"27    |
| 3    | Lillie Leatherwood    | Estados Unidos    | USA    | 50"43    |
| 4    | Ana Fidelia Quirot    | Cuba              | AME    | 50"86    |
| 5    | Jarmila Kratochvílová | Tchecoslováquia   | EUR    | 50"95    |
| 6    | Debbie Flintoff-King  | Austrália         | OCE    | 51"57    |
| 7    | P. T. Usha            | Índia             | ASI    | 51"61    |
| 8    | Kehinde Vaughan       | Nigéria           | AFR    | 53"16    |

#### 800 metros
| Pos. | Atleta              | País              | Equipa | Marca   |
| ---- | ------------------- | ----------------- | ------ | ------- |
| 1    | Sammy Koskei        | Quênia            | AFR    | 1'45"14 |
| 2    | Viktor Kalinkin     | União Soviética   | URS    | 1'45"72 |
| 3    | Agberto Guimarães   | Brasil            | AME    | 1'45"83 |
| 4    | Detlef Wagenknecht  | Alemanha Oriental | RDA    | 1'45"83 |
| 5    | Rob Druppers        | Países Baixos     | EUR    | 1'46"27 |
| 6    | John Marshall       | Estados Unidos    | USA    | 1'47"46 |
| 7    | Peter Pearless      | Austrália         | OCE    | 1'54"15 |
|      | Batumalai Rajakumar | Malásia           | ASI    | DNF     |

| Pos. | Atleta                | País              | Equipa | Marca   |
| ---- | --------------------- | ----------------- | ------ | ------- |
| 1    | Christine Wachtel     | Alemanha Oriental | RDA    | 2'01"57 |
| 2    | Jarmila Kratochvílová | Tchecoslováquia   | EUR    | 2'01"99 |
| 3    | Nadezhda Olizarenko   | União Soviética   | URS    | 2'02"17 |
| 4    | Ana Fidelia Quirot    | Cuba              | AME    | 2'03"57 |
| 5    | Joetta Clark          | Estados Unidos    | USA    | 2'03"81 |
| 6    | Salma Chirchir        | Quênia            | AFR    | 2'04"16 |
| 7    | Wendy Old             | Austrália         | OCE    | 2'05"36 |
| 8    | Shiny Abraham         | Índia             | ASI    | 2'06"39 |

#### 1500 metros
| Pos. | Atleta              | País              | Equipa | Marca   |
| ---- | ------------------- | ----------------- | ------ | ------- |
| 1    | Omer Khalifa        | Sudão             | AFR    | 3'41"16 |
| 2    | Olaf Beyer          | Alemanha Oriental | RDA    | 3'41"26 |
| 3    | Igor Lotarev        | União Soviética   | URS    | 3'41"92 |
| 4    | José Manuel Abascal | Espanha           | EUR    | 3'42"16 |
| 5    | Mike Hillardt       | Austrália         | OCE    | 3'42"65 |
| 6    | Craig Masback       | Estados Unidos    | USA    | 3'46"54 |
| 7    | David Campbell      | Canadá            | AME    | 3'47"93 |
| 8    | Bagicha Singh       | Índia             | ASI    | 3'54"88 |

| Pos. | Atleta              | País              | Equipa | Marca   |
| ---- | ------------------- | ----------------- | ------ | ------- |
| 1    | Hildegard Körner    | Alemanha Oriental | RDA    | 4'10"86 |
| 2    | Ravilya Agletdinova | União Soviética   | URS    | 4'11"21 |
| 3    | Doina Melinte       | Roménia           | EUR    | 4'19"66 |
| 4    | Yang Liuxia         | China             | ASI    | 4'20"73 |
| 5    | Ulla Marquette      | Brasil            | AME    | 4'21"25 |
| 6    | Mary Chemweno       | Quênia            | AFR    | 4'24"97 |
| 7    | Anne McKenzie       | Nova Zelândia     | OCE    | 4'27"33 |
| 8    |                     | Estados Unidos    | USA    | DNS     |

#### 5000 metros/3000 metros
| Pos. | Atleta              | País              | Equipa | Marca    |
| ---- | ------------------- | ----------------- | ------ | -------- |
| 1    | Doug Padilla        | Estados Unidos    | USA    | 14'04"11 |
| 2    | Stefano Mei         | Itália            | EUR    | 14'05"99 |
| 3    | Wodajo Bulti        | Etiópia           | AFR    | 14'07"17 |
| 4    | Frank Heine         | Alemanha Oriental | RDA    | 14'07"60 |
| 5    | Aleksandr Khudyakov | União Soviética   | URS    | 14'10"35 |
| 6    | Dean Crowe          | Nova Zelândia     | OCE    | 14'11"32 |
| 7    | Mauricio González   | México            | AME    | 14'11"78 |
| 8    | Kozo Akutsu         | Japão             | ASI    | 14'12"72 |

| Pos. | Atleta              | País               | Equipa | Marca    |
| ---- | ------------------- | ------------------ | ------ | -------- |
| 1    | Ulrike Bruns        | Alemanha Oriental  | RDA    | 9'14"65  |
| 2    | Tatyana Pozdnyakova | União Soviética    | URS    | 9'15"65  |
| 3    | Cindy Bremser       | Estados Unidos     | USA    | 9'21"15  |
| 4    | Sharon Dalton       | Austrália          | OCE    | 9'27"34  |
| 5    | Li Xiuxia           | China              | ASI    | 9'31"80  |
| 6    | Helen Kimaiyo       | Quênia             | AFR    | 9'33"41  |
| 7    | Geri Fitch          | Canadá             | AME    | 9'46"68  |
| 8    | Monika Schäfer      | Alemanha Ocidental | EUR    | 10'03"47 |

#### 10000 metros
| Pos. | Atleta             | País              | Equipa | Marca    |
| ---- | ------------------ | ----------------- | ------ | -------- |
| 1    | Wodajo Bulti       | Etiópia           | AFR    | 29'22"96 |
| 2    | Pat Porter         | Estados Unidos    | USA    | 29'23"02 |
| 3    | Werner Schildhauer | Alemanha Oriental | RDA    | 29'25"63 |
| 4    | Martín Pitayo      | México            | AME    | 29'35"85 |
| 5    | Vincent Rousseau   | Bélgica           | EUR    | 29'53"23 |
| 6    | Rex Wilson         | Nova Zelândia     | OCE    | 30'06"23 |
| 7    | Gennadiy Temnikov  | União Soviética   | URS    | 30'09"94 |
| 8    | Zhang Guowei       | China             | ASI    | 30'06"23 |

| Pos. | Atleta           | País              | Equipa | Marca    |
| ---- | ---------------- | ----------------- | ------ | -------- |
| 1    | Aurora Cunha     | Portugal          | EUR    | 32'07"50 |
| 2    | Mary Knisely     | Estados Unidos    | USA    | 32'19"93 |
| 3    | Olga Bondarenko  | União Soviética   | URS    | 32'27"70 |
| 4    | Ines Bibernell   | Alemanha Oriental | RDA    | 32'45"58 |
| 5    | Hassania Darami  | Marrocos          | AFR    | 33'46"69 |
| 6    | Mónica Regonessi | Chile             | AME    | 34'04"42 |
|      | Yuko Gordon      | Hong Kong         | ASI    | DNF      |
|      | Lisa Martin      | Austrália         | OCE    | DNF      |

#### 110 metros barreiras/100 metros barreiras
| Pos. | Atleta            | País              | Equipa | Marca |
| ---- | ----------------- | ----------------- | ------ | ----- |
| 1    | Tonie Campbell    | Estados Unidos    | USA    | 13"35 |
| 2    | Sergey Usov       | União Soviética   | URS    | 13"62 |
| 3    | Jörg Naumann      | Alemanha Oriental | RDA    | 13"76 |
| 4    | Donald Wright     | Austrália         | OCE    | 13"79 |
| 5    | Yu Zhicheng       | China             | ASI    | 13"83 |
| 5    | György Bakos      | Hungria           | EUR    | 13"83 |
| 7    | René Djédjémel    | Costa do Marfim   | AFR    | 14"20 |
| 8    | Jesús Aguilasocho | México            | AME    | 14"64 |

Vento anti-regulamentar: +3.1m/s
| Pos. | Atleta             | País              | Equipa | Marca |
| ---- | ------------------ | ----------------- | ------ | ----- |
| 1    | Cornelia Oschkenat | Alemanha Oriental | RDA    | 12"72 |
| 2    | Ginka Zagorcheva   | Bulgária          | EUR    | 12"72 |
| 3    | Svetlana Gusarova  | União Soviética   | URS    | 13"01 |
| 4    | Liu Huajin         | China             | ASI    | 13"20 |
| 5    | Glynis Nunn        | Austrália         | OCE    | 13"25 |
| 6    | Maria Usifo        | Nigéria           | AFR    | 13"34 |
| 7    | Pamela Page        | Estados Unidos    | USA    | 13"49 |
| 8    | Cecilia Branch     | Canadá            | AME    | 13"75 |

Vento: -1.8m/s

#### 400 metros barreiras
| Pos. | Atleta             | País               | Equipa | Marca |
| ---- | ------------------ | ------------------ | ------ | ----- |
| 1    | André Phillips     | Estados Unidos     | USA    | 48"42 |
| 2    | Aleksandr Vasilyev | União Soviética    | URS    | 48"61 |
| 3    | Harald Schmid      | Alemanha Ocidental | EUR    | 48"83 |
| 4    | Amadou Dia Ba      | Senegal            | AFR    | 48"98 |
| 5    | Hans-Jürgen Ende   | Alemanha Oriental  | RDA    | 50"22 |
| 6    | Ahmed Hamada       | Bahrein            | ASI    | 50"63 |
| 7    | Pedro Chiamulera   | Brasil             | AME    | 51"44 |
| 8    | Wayne Paul         | Nova Zelândia      | OCE    | 52"15 |

| Pos. | Atleta               | País              | Equipa | Marca |
| ---- | -------------------- | ----------------- | ------ | ----- |
| 1    | Sabine Busch         | Alemanha Oriental | RDA    | 54"44 |
| 2    | Judi Brown-King      | Estados Unidos    | USA    | 55"10 |
| 3    | Debbie Flintoff-King | Austrália         | OCE    | 55"34 |
| 4    | Nawal El Moutawakel  | Marrocos          | AFR    | 56"05 |
| 5    | P. T. Usha           | Índia             | ASI    | 56"35 |
| 6    | Margarita Khromova   | União Soviética   | URS    | 56"90 |
| 7    | Genowefa Blaszak     | Polónia           | EUR    | 57"50 |
| 8    | Gwen Wall            | Canadá            | AME    | 58"13 |

#### 3000 metros obstáculos
| Pos. | Atleta          | País              | Equipa | Marca   |
| ---- | --------------- | ----------------- | ------ | ------- |
| 1    | Julius Kariuki  | Quênia            | AFR    | 8'39"51 |
| 2    | Henry Marsh     | Estados Unidos    | USA    | 8'39"55 |
| 3    | Graeme Fell     | Canadá            | AME    | 8'40"30 |
| 4    | Ivan Konovalov  | União Soviética   | URS    | 8'41"46 |
| 5    | Hagen Melzer    | Alemanha Oriental | RDA    | 8'42"92 |
| 6    | Joseph Mahmoud  | França            | EUR    | 8'50"86 |
| 7    | Peter Renner    | Nova Zelândia     | OCE    | 8'54"96 |
| 8    | Snigeyuki Aikyo | Japão             | ASI    | 8'55"35 |

#### Estafeta 4 x 100 metros
| Pos. | Atletas                                                                                           | Equipa | Marca    |
| ---- | ------------------------------------------------------------------------------------------------- | ------ | -------- |
| 1    | Harvey Glance · Kirk Baptiste · Calvin Smith · Dwayne Evans, Estados Unidos                       | USA    | 38"10 WL |
| 2    | Desai Williams, Canadá · Robson da Silva, Brasil · Leandro Peñalver, Cuba · Ben Johnson, Canadá   | AME    | 38"31    |
| 3    | Nikolay Yushmanov · Aleksandr Semyonov · Aleksandr Yevgenyev · Vladimir Muravyov, União Soviética | URS    | 38"35    |
| 4    | Heiko Truppel · Steffen Bringmann · Torsten Heimrath · Frank Emmelmann, Alemanha Oriental         | RDA    | 38"39    |
| 5    | Antonio Ullo · Stefano Tilli · Pierfrancesco Pavoni · Carlo Simionato, Itália                     | EUR    | 38"76    |
| 6    | Robert Stone · Peter Van Miltenberg · Clayton Kearney · Gerrard Keating, Austrália                | OCE    | 39"35    |
| 7    | Victor Edet · Ikpoto Eseme · Iziak Adeyanju · Chidi Imoh, Nigéria                                 | OCE    | 39"55    |
| 8    | Li Feng · Cai Jianming · Yu Zhuanghui · Zheng Cheng, China                                        | ASI    | 39"74    |

| Pos. | Atletas | Equipa | Marca    |
| ---- | --- | ------ | -------- |
| 1    | Silke Gladisch · Sabine Rieger · Ingrid Auerswald · Marlies Göhr, Alemanha Oriental                          | RDA    | 41"37 WR |
| 2    | Antonina Nastoburko · Natalya Bochina · Marina Zhirova · Elvira Barbashina, União Soviética                  | URS    | 42"54    |
| 3    | Iwona Pakula, Polónia · Ginka Zagorcheva, Bulgária · Ewa Pisiewicz, Polónia · Ewa Kaspryzk, Polónia          | EUR    | 43"38    |
| 4    | Angela Phipps, Canadá · Grace Jackson, Jamaica · Esmie Lawrence, Canadá · Molly Killingbeck, Canadá          | AME    | 43"39    |
| 5    | Pamela Page · Susan Shurr · Ella Smith · Pam Marshall, Estados Unidos                                        | USA    | 44"03    |
| 6    | Grace Armah · Doris Wiredu · Cynthia Quartey · Martha Appiah, Gana                                           | AFR    | 44"76    |
| 7    | Zhang Jianmei · Pan Weixin · Tian Yumei · Liu Huajin, China                                                  | ASI    | 45"16    |
|      | Kerry Johnson, Austrália · Maree Chapman, Austrália · Jenny Flaherty, Austrália · Andrea Wade, Nova Zelândia | OCE    | DQ       |

#### Estafeta 4 x 400 metros
| Pos. | Atletas | Equipa | Marca   |
| ---- | --- | ------ | ------- |
| 1    | Walter McCoy · André Phillips · Ray Armstead · Michael Franks, Estados Unidos                                             | USA    | 3'00"71 |
| 2    | Frank Möller · Matthias Schersing · Guido Lieske · Thomas Schönlebe, Alemanha Oriental                                    | RDA    | 3'00"82 |
| 3    | Bruce Frayne · Gary Minihan · Alan Ozolins · Darren Clark, Austrália                                                      | OCE    | 3'01"35 |
| 4    | Pierfrancesco Pavoni, Itália · Klaus Just, Alemanha Ocidental · Jörg Vaihinger, Alemanha Ocidental · Angel Heras, Espanha | EUR    | 3'01"46 |
| 5    | Aleksandr Troshchilo · Aleksandr Vasilyev · Vladimir Prosin · Vladimir Krylov, União Soviética                            | URS    | 3'03"17 |
| 6    | Leandro Peñalver, Cuba · Ian Morris, Trinidad e Tobago · Héctor Daley, Panamá · Roberto Hernández, Cuba                   | AME    | 3'03"52 |
| 7    | Takeo Suzuki, Japão · Abdul Yussouf, Iraque · Hiromi Kawasumi, Japão · Mohammed Al-Malky, Omã                             | ASI    | 3'10"20 |
|      | Sunday Uti, Nigéria · David Kitur, Quênia · Gabriel Tiacoh, Costa do Marfim · Innocent Egbunike, Nigéria                  | AFR    | DQ      |

| Pos. | Atletas | Equipa | Marca      |
| ---- | --- | ------ | ---------- |
| 1    | Kirsten Emmelmann · Sabine Busch · Dagmar Neubauer · Marita Koch, Alemanha Oriental                                          | RDA    | 3'19"49 CR |
| 2    | Tatyana Alekseyeva · Irina Nazarova · Mariya Pinigina · Olga Vladykina, União Soviética                                      | URS    | 3'20"60    |
| 3    | Rositsa Stamenova, Bulgária · Erica Rossi, Itália · Alena Bulirová, Tchecoslováquia · Jarmila Kratochvílová, Tchecoslováquia | EUR    | 3'28"47    |
| 4    | Norfalia Carabalí, Colômbia · Jocelyn Joseph, Antígua e Barbuda · Molly Killingbeck, Canadá · Ana Fidelia Quirot, Cuba       | AME    | 3'29"34    |
| 5    | Susan Shurr · Judi Brown-King · Roberta Belle · Lillie Leatherwood, Estados Unidos                                           | USA    | 3'30"99    |
| 6    | Sharon Stewart, Austrália · Andrea Wade, Nova Zelândia · Maree Chapman, Austrália · Debbie Flintoff-King, Austrália          | OCE    | 3'35"93    |
| 7    | Nawal El Moutawakel, Marrocos · Airat Bakare, Nigéria · Kehinde Vaughan, Nigéria · Doris Wiredu, Gana                        | AFR    | 3'36"86    |
| 8    | Vandana Rao · Emma Tahapary · Shiny Abraham · P. T. Usha, Índia                                                              | ASI    | 3'37"59    |

#### Salto em altura
| Pos. | Atleta           | País              | Equipa | Marca     |
| ---- | ---------------- | ----------------- | ------ | --------- |
| 1    | Patrik Sjöberg   | Suécia            | EUR    | 2,31 m CR |
| 2    | James Howard     | Estados Unidos    | USA    | 2,28 m    |
| 3    | Javier Sotomayor | Cuba              | AME    | 2,28 m    |
| 4    | Igor Paklin      | União Soviética   | URS    | 2,25 m    |
| 5    | Andreas Sam      | Alemanha Oriental | RDA    | 2,20 m    |
| 6    | Shuji Ujino      | Japão             | ASI    | 2,15 m    |
| 7    | Moussa Fall      | Senegal           | AFR    | 2,10 m    |
| 8    | John Atkinson    | Austrália         | OCE    | 2,10 m    |

| Pos. | Atleta             | País              | Equipa | Marca     |
| ---- | ------------------ | ----------------- | ------ | --------- |
| 1    | Stefka Kostadinova | Bulgária          | EUR    | 2,00 m CR |
| 2    | Tamara Bykova      | União Soviética   | URS    | 1,97 m    |
| 3    | Susanne Helm       | Alemanha Oriental | RDA    | 1,97 m    |
| 4    | Silvia Costa       | Cuba              | AME    | 1,97 m    |
| 5    | Christine Stanton  | Austrália         | OCE    | 1,88 m    |
| 6    | Yang Wenqin        | China             | ASI    | 1,85 m    |
| 7    | Coleen Sommer      | Estados Unidos    | USA    | 1,80 m    |
| 8    | Awa Dioum N'Diaye  | Senegal           | AFR    | 1,70 m    |

#### Salto com vara
| Pos. | Atleta          | País              | Equipa | Marca     |
| ---- | --------------- | ----------------- | ------ | --------- |
| 1    | Sergey Bubka    | União Soviética   | URS    | 5,85 m CR |
| 2    | Philippe Collet | França            | EUR    | 5,60 m    |
| 3    | Tim Bright      | Estados Unidos    | USA    | 5,40 m    |
| 4    | Ji Zebiao       | China             | ASI    | 5,20 m    |
| 5    | Christoph Pietz | Alemanha Oriental | RDA    | 5,20 m    |
| 6    | Neil Honey      | Austrália         | OCE    | 4,70 m    |
| 7    | Chokri Abahnini | Tunísia           | AFR    | 4,50 m    |
|      | Rubén Camino    | Cuba              | AME    | NH        |

#### Salto em comprimento
| Pos. | Atleta         | País              | Equipa | Marca  |
| ---- | -------------- | ----------------- | ------ | ------ |
| 1    | Mike Conley    | Estados Unidos    | USA    | 8,20 m |
| 2    | Robert Emmiyan | União Soviética   | URS    | 8,09 m |
| 3    | László Szalma  | Hungria           | EUR    | 8,09 m |
| 4    | Gary Honey     | Austrália         | OCE    | 7,98 m |
| 5    | Liu Yuhuang    | China             | ASI    | 7,98 m |
| 6    | Ubaldo Duany   | Cuba              | AME    | 7,87 m |
| 7    | Uwe Lange      | Alemanha Oriental | RDA    | 7,76 m |
| 8    | Paul Emordi    | Nigéria           | AFR    | 7,63 m |

Todos os saltos se realizaram com vento regulamentar
| Pos. | Atleta                  | País               | Equipa | Marca      |
| ---- | ----------------------- | ------------------ | ------ | ---------- |
| 1    | Heike Drechsler         | Alemanha Oriental  | RDA    | 7,27 m CR  |
| 2    | Galina Chistyakova      | União Soviética    | URS    | 7,00 m     |
| 3    | Carol Lewis             | Estados Unidos     | USA    | 6,88 m     |
| 4    | Robyn Lorraway          | Austrália          | OCE    | 6,80 m     |
| 5    | Sabine Braun            | Alemanha Ocidental | EUR    | 6,62 m     |
| 6    | Shonel Ferguson         | Bahamas            | AME    | 6,53 m (w) |
| 7    | Huang Donghuo           | China              | ASI    | 6,29 m     |
| 8    | Marianne Mendoza-Diallo | Senegal            | AFR    | 5,40 m     |

#### Triplo salto
| Pos. | Atleta           | País              | Equipa | Marca       |
| ---- | ---------------- | ----------------- | ------ | ----------- |
| 1    | Willie Banks     | Estados Unidos    | USA    | 17,58 m CR  |
| 2    | Oleg Protsenko   | União Soviética   | URS    | 17,47 m     |
| 3    | Khristo Markov   | Bulgária          | EUR    | 17,13 m     |
| 4    | Volker Mai       | Alemanha Oriental | RDA    | 17,07 m     |
| 5    | Paul Emordi      | Nigéria           | AFR    | 16,89 m     |
| 6    | Lazaro Balcindes | Cuba              | AME    | 16,74 m (w) |
| 7    | Tian Hongxin     | China             | ASI    | 16,49 m     |
| 8    | Peter Beames     | Austrália         | OCE    | 16,12 m     |

#### Arremesso do peso
| Pos. | Atleta            | País              | Equipa | Marca      |
| ---- | ----------------- | ----------------- | ------ | ---------- |
| 1    | Ulf Timmermann    | Alemanha Oriental | RDA    | 22,00 m CR |
| 2    | Sergey Smirnov    | União Soviética   | URS    | 21,72 m    |
| 3    | Alessandro Andrei | Itália            | EUR    | 21,14 m    |
| 4    | Dave Laut         | Estados Unidos    | USA    | 20,51 m    |
| 5    | Gert Weil         | Chile             | AME    | 19,50 m    |
| 6    | Mohammed Achouche | Egito             | AFR    | 18,41 m    |
| 7    | Balwinder Singh   | Índia             | ASI    | 17,11 m    |
| 8    | Wayne Barber      | Austrália         | OCE    | 16,15 m    |

| Pos. | Atleta             | País              | Equipa | Marca   |
| ---- | ------------------ | ----------------- | ------ | ------- |
| 1    | Natalya Lisovskaya | União Soviética   | URS    | 20,69 m |
| 2    | Heike Hartwig      | Alemanha Oriental | RDA    | 19,98 m |
| 3    | Helena Fibingerová | Tchecoslováquia   | EUR    | 19,17 m |
| 4    | Gael Martin        | Austrália         | OCE    | 18,04 m |
| 5    | Cong Yuzhen        | China             | ASI    | 17,83 m |
| 6    | Ramona Pagel       | Estados Unidos    | USA    | 17,31 m |
| 7    | Rosa Fernández     | Cuba              | AME    | 16,65 m |
| 8    | Souad Maloussi     | Marrocos          | AFR    | 15,80 m |

#### Lançamento do disco
| Pos. | Atleta                | País              | Equipa | Marca      |
| ---- | --------------------- | ----------------- | ------ | ---------- |
| 1    | Georgiy Kolnootchenko | União Soviética   | URS    | 69,08 m CR |
| 2    | Jürgen Schult         | Alemanha Oriental | RDA    | 68,30 m    |
| 3    | Luis Mariano Delís    | Cuba              | AME    | 67,60 m    |
| 4    | Imrich Bugár          | Tchecoslováquia   | EUR    | 62,96 m    |
| 5    | John Powell           | Estados Unidos    | USA    | 62,82 m    |
| 6    | Paul Nandapi          | Austrália         | OCE    | 58,84 m    |
| 7    | Ahmed Kamel Shata     | Egito             | AFR    | 35,74 m    |
| 8    | Li Weinan             | China             | ASI    | DNS        |

| Pos. | Atleta              | País              | Equipa | Marca      |
| ---- | ------------------- | ----------------- | ------ | ---------- |
| 1    | Martina Opitz       | Alemanha Oriental | RDA    | 69,78 m CR |
| 2    | Galina Savinkova    | União Soviética   | URS    | 67,30 m    |
| 3    | Maritza Martén      | Cuba              | AME    | 66,54 m    |
| 4    | Tsvetanka Khristova | Bulgária          | EUR    | 61,90 m    |
| 5    | Li Xiaohui          | China             | ASI    | 57,74 m    |
| 6    | Carol Cady          | Estados Unidos    | USA    | 56,52 m    |
| 7    | Sue Reinwald        | Austrália         | OCE    | 53,92 m    |
| 8    | Zoubida Laayouni    | Marrocos          | AFR    | 49,68 m    |

#### Lançamento do dardo
| Pos. | Atleta               | País              | Equipa | Marca      |
| ---- | -------------------- | ----------------- | ------ | ---------- |
| 1    | Uwe Hohn             | Alemanha Oriental | RDA    | 96,96 m CR |
| 2    | Heino Puuste         | União Soviética   | URS    | 87,40 m    |
| 3    | Tom Petranoff        | Estados Unidos    | USA    | 87,34 m    |
| 4    | Dave Ottley          | Reino Unido       | EUR    | 87,00 m    |
| 5    | John Stapylton-Smith | Nova Zelândia     | OCE    | 76,94 m    |
| 6    | Michael Mahovlich    | Canadá            | AME    | 76,14 m    |
| 7    | Pubu Ciren           | China             | ASI    | 75,46 m    |
| 8    | Ahmed Mahour Bacha   | Argélia           | AFR    | 72,72 m    |

| Pos. | Atleta           | País              | Equipa | Marca      |
| ---- | ---------------- | ----------------- | ------ | ---------- |
| 1    | Olga Gavrilova   | União Soviética   | URS    | 66,80 m PB |
| 2    | Petra Felke      | Alemanha Oriental | RDA    | 66,22 m    |
| 3    | Fatima Whitbread | Reino Unido       | EUR    | 65,12 m    |
| 4    | Sue Howland      | Austrália         | OCE    | 63,58 m    |
| 5    | Agnès Tchuinté   | Camarões          | AFR    | 57,86 m    |
| 6    | Zhu Hongyang     | China             | ASI    | 55,90 m    |
| 7    | María Colón      | Cuba              | AME    | 54,00 m    |
| 8    | Cathy Sulinski   | Estados Unidos    | USA    | 53,78 m    |

#### Lançamento do martelo
| Pos. | Atleta             | País              | Equipa | Marca      |
| ---- | ------------------ | ----------------- | ------ | ---------- |
| 1    | Jüri Tamm          | União Soviética   | URS    | 82,12 m CR |
| 2    | Günther Rodehau    | Alemanha Oriental | RDA    | 78,44 m    |
| 3    | Jud Logan          | Estados Unidos    | USA    | 76,68 m    |
| 4    | Frantisek Vrbka    | Tchecoslováquia   | EUR    | 71,62 m    |
| 5    | Hakim Toumi        | Argélia           | AFR    | 69,84 m    |
| 6    | Hans-Martin Lotz   | Austrália         | OCE    | 67,30 m    |
| 7    | Francisco Soria    | Cuba              | AME    | 62,38 m    |
| 8    | Raghubir Singh Bal | Índia             | ASI    | 60,92 m    |

### Legenda
- WR : Recorde do mundo
- WL : Melhor marca mundial do ano
- AR : Recorde continental
- CR : Recorde da competição
- NR : Recorde nacional
- PB : Recorde pessoal
- DQ : Desqualificado
- DNF: Abandono
- DNS: Não partiu
- NH : Não marcou
- (w) : Marca feita com vento anti-regulamentar